# Waplington
Waplington – osada w Anglii, w hrabstwie East Riding of Yorkshire. Leży 37 km na północny zachód od miasta Hull i 271 km na północ od Londynu.